# نهاية الأرب في معرفة أنساب العرب
كتاب نهاية الأرب في معرفة أنساب العرب : كتاب في الأنساب ألفه أبو العباس أحمد بن علي بن أحمد القلقشندي ، المتوفى سنة 821هـ، وهو باحث في معرفة القبائل العربية وأنسابها، وقد قسمه مصنفه على: مقدمة ومقصد وخاتمة.
- المقدمة فكانت في ذكر أمور يُحتاج إليها في علم الأنساب ومعرفة القبائل.
- المقصد في معرفة تفاصيل أنساب قبائل العرب وفيه فصلان: الأول في ذكر عمود النسب النبوي وما يتفرع منه من الأنساب، والثاني في ذكر تفاصيل القبائل مرتبة ترتيباَ أبجدياً، إضافة إلى ذكر ما عرف من مساكنهم في ذلك العصر .
- الخاتمة في ذكر أمور تتعلق بأحوال العرب ؛ من ديانات ومفاخرات وحروب ونيران وأسواق.[1]